# Lingua caffina
La lingua caffina (Kafi noono), detta anche cafficciò, Kaffa, Kafa, Kefa o Caffa, è una lingua omotica settentrionale del gruppo gonga, parlata in Etiopia nella zona di Kefa da parte dei caffini. Fa parte della lega linguistica etiope, con ordine delle parole SOV, consonanti eiettive, ecc.
La lingua è parlata da oltre 1,5 milioni di persone. 
La lingua ha 10 fonemi vocalici, 22 consonanti, 5 dittonghi. Oltre a essere la lingua di insegnamento dalla prima alla sesta classe primaria, è anche la lingua commerciale nella zona di Kefa.
Una raccolta di proverbi nella lingua è stata pubblicata da Mesfin Wodajo.